# Roland Weill
Roland Weill (* 28. Dezember 1948) ist ein ehemaliger französischer Ruderer. Er gewann bei den Weltmeisterschaften 1978 die Silbermedaille im Doppelvierer. Bei den Weltmeisterschaften 1976 erhielt er die Bronzemedaille im Leichtgewichts-Einer und bei den Weltmeisterschaften 1979 erkämpfte er Bronze im Doppelvierer.

## Sportliche Karriere
1976 bildeten Roland Weill, Roland Thibaut, Patrick Morineau und Charles Imbert einen Doppelvierer. Bei den Olympischen Spielen 1976 in Montreal erreichten die Franzosen den vierten Platz im Vorlauf und den dritten Platz im Hoffnungslauf. Damit verpassten sie den Einzug in das A-Finale, das B-Finale gewannen die Franzosen und belegten damit den siebten Platz in der Gesamtwertung. Der 1,78 m große Weill trat nur wenige Wochen später bei den Weltmeisterschaften in den nichtolympischen Bootsklassen an und gewann dort die Bronzemedaille im Leichtgewichts-Einer hinter dem Österreicher Raimund Haberl und dem Dänen Morten Espersen. Im Ziel hatte Weill dreieinhalb Sekunden Rückstand auf Espersen und eine knappe halbe Sekunde Vorsprung vor dem viertplatzierten Lawrence Klecatsky aus den Vereinigten Staaten.
1977 bildeten Jean-Michel Izart, Jean-Noel Ribot, Charles Imbert und Roland Weill den französischen Doppelvierer. Bei den Weltmeisterschaften 1977 in Amsterdam erreichten die Franzosen den fünften Platz mit sechseinhalb Sekunden Rückstand auf die drittplatzierten Bulgaren. 1978 wurden die Weltmeisterschaften in zwei Regatten ausgetragen. Mitte August fanden in Kopenhagen die Weltmeisterschaften im Leichtgewichts-Rudern statt. Roland Weill belegte dort den siebten Platz im Einer. Anfang November fanden in Neuseeland die Weltmeisterschaften in den olympischen Bootsklassen statt. Im Doppelvierer traten für Frankreich Christian Marquis, Jean-Raymond Peltier, Roland Thibaut und Roland Weill an. Die Franzosen erreichten den zweiten Platz mit etwa zwei Sekunden Rückstand auf das Boot aus der DDR und 0,83 Sekunden Vorsprung auf das Boot aus der BRD.
1979 kehrte Imbert für Thibaut in den Doppelvierer zurück. In der Besetzung Christian Marquis, Jean-Raymond Peltier, Charles Imbert und Roland Weill gewannen die Franzosen die Bronzemedaille bei den Weltmeisterschaften in Bled mit sieben Sekunden Rückstand auf das Boot aus der DDR und dreieinhalb Sekunden Rückstand auf das Boot aus der BRD. Ebenfalls 1979 siegte der französische Doppelvierer bei den Mittelmeerspielen in Split. Bei den Olympischen Spielen 1980 in Moskau siegte der Doppelvierer der DDR. Anderthalb Sekunden dahinter gewann das Boot aus der Sowjetunion Silber, eine Sekunde dahinter folgten die Bulgaren und eine weitere Sekunde dahinter die Franzosen, die in der gleichen Besetzung wie 1979 antraten. Zum Abschluss seiner Karriere belegte Weill den achten Platz im Leichtgewichts-Einer bei den Weltmeisterschaften 1980.